# The Woodman's Daughter
The Woodman's Daughter (Nederlands: De houthakkersdochter) is een schilderij van de prerafaëlitische Engelse kunstschilder John Everett Millais, geschilderd in 1851, olieverf op linnen, 89 x 63,8 centimeter groot. Het toont een scène uit het gelijknamige gedicht van Coventry Patmore uit 1844, over de onmogelijke liefde tussen de dochter van een houthakker en de zoon van de plaatselijke landheer. Het schilderij bevindt zich sinds 1921 in de Guildhall Art Gallery te Londen.

## The Woodman's Daughter
Patmore's tragische gedicht The Woodman's Daughter verhaalt van de houthakkersdochter Maud, die als kind met haar vader mee naar het bos gaat en daar bevriend raakt met de zoon van de plaatselijke landheer. Geleidelijk ontstaat er iets van intimiteit tussen hun twee, uiteindelijk uitmondend in verliefdheid als ze ouder worden. Maud geeft leven aan een buitenechtelijk kind, maar van een huwelijk kan geen sprake zijn vanwege het standsverschil. Maud is wanhopig, wordt uiteindelijk waanzinnig en verdrinkt hun liefdes baby in een vijver.
Net als veel andere prerafaëlieten vond Millais vaak inspiratie in de romantische Engelse literatuur, in het bijzonder van Shakespeare, Keats, Tennyson, maar ook bij Patmore, die tot zijn vriendenkring behoorde. Toen hij The Woodman's Daughter in 1851 voor het eerst exposeerde bij de Royal Academy of Arts voegde hij er de volgende strofes van Patmore's gedicht bij:
| Originele Engelstalige tekst She fancied and he felt she help'd; And, whilst he hack'd and saw'd, The rich Squire's son, a young boy then, Whole mornings, as if awed, Stood silent by, and gazed in turn, At Gerald and on Maud. And sometimes, in a sullen tone, He offer'd fruits, and she Received them always with an air, So unreserved and free, That shame-faced distance soon became, Familiarity. | Nederlandse vertaling door Ike Cialona, 2008 Ze hielp gewoon haar vader Bij het hakken van het hout, Maar elke ochtend kwam de zoon des landheers naar het woud, En keek terzijde, urenlang, Naar Gerald en naar Maud. En bood hij haar op stuurse toon Wat fruit, van tijd tot tijd, Dan nam zij die geschenken aan met ongedwongenheid, Zo groeide allengs tussen hen Familiariteit. |

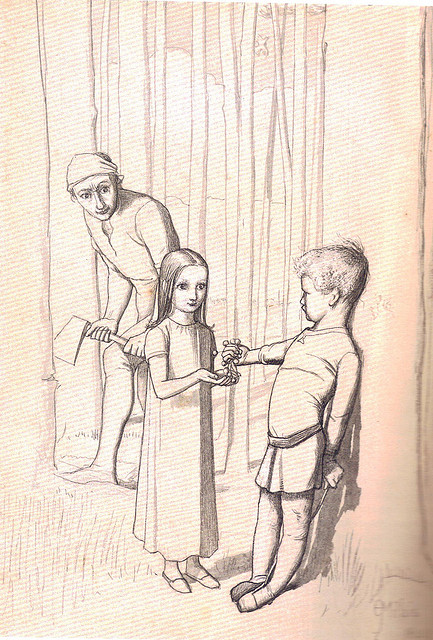
Studie, 1849 waar de vader, anders dan in de eindversie, bezorgd toekijkt.

## Millais' interpretatie
Millais maakte aan het begin van zijn carrière talrijke schilderijen met een onmogelijke liefde als centraal thema, bijvoorbeeld Isabella (1849), Mariana (1851), Ophelia (1852) en A Huguenot (1852). Ook The Woodsman's Daughter kan in dat rijtje worden geplaatst. Het past binnen de voorliefde van de prerafaëlieten in hun vroege periode voor tragische literaire thema's.
Millais beeldt de houthakkersdochter en de zoon van de landheer af op het moment dat ze nog kinderen zijn, conform de eerste drie strofen van Patmore's gedicht. De jongen steekt zijn hand uit om enkele aardbeien aan het meisje te geven, welke ze timide aanvaardt. De vader van het meisje werkt onopvallend op de achtergrond en grijpt niet in. Het verschil in rang tussen hen beiden komt met name tot uitdrukking in de kleding, die fel contrasteert. Het rood en het wit van de adellijke kledij van de jongen springen als het ware uit het schilderij, steken af bij de arbeidersjurk van het meisje en zorgen voor een versterkte gevoelsintensiteit, zoals Millais dat altijd bewust nastreefde.
Het tafereel preludeert nadrukkelijk op het latere drama en doet het tragische einde al bijna voorvoelen. Kunstcriticus Robert Polhelmus wijst daarbij op het feit dat Millais emotionele gevoelens van volwassenen, zoals overgave en erotiek, projecteert op jonge kinderen. Door ze te koppelen aan typisch kinderlijke eigenschappen als vertrouwen en onschuld, intensiveert hij het thema. Net als Charles Dickens zou hij aldus een morele boodschap proberen uit te drukken, waarschuwend voor de gevolgen van ervaringen uit de vroege jeugd voor het latere leven en de persoon die men zal worden.
Kenmerkend voor Millais' prerafaëlitische stijl is het typerende harde, contrasterende kleurgebruik en de hyperrealistische aandacht voor details, onder andere in de begroeiing op de bosgrond en in de bladeren en de schors van de bomen. Opvallend is het morrelen met het realistische perspectief en een zekere platheid in de weergave van de beide kinderen. Ook is er sprake van een enigszins onnatuurlijke lichtinval, met een felgroen als dominante kleur. Het gezicht van het meisje is enigszins vervaagd, hetgeen veroorzaakt werd door aanpassingen door Millais uit 1866, vanwege eerdere kritiek. Het schilderij werd deels buiten en deels in de studio geschilderd. De namen van de modellen zijn onbekend.

## Ontvangst en waardering
Millais maakte diverse voorstudies voor The Woodman's Daughter . Hij exposeerde het schilderij in 1851 bij de Royal Academy samen met Mariana en De terugkeer van de duif naar de ark. De werken werden aanvankelijk door de kritiek niet goed ontvangen. De jonge schilder--kunstcriticus John Ruskin prees de werken echter in een brief aan The Times, vooral om de technische competentie, het nauwkeurige realisme, het levendige kleurgebruik en de intensiteit van de weergave. De plaatsing van deze brief betekende een doorbraak in de acceptatie van de prerafaëlitische kunst.

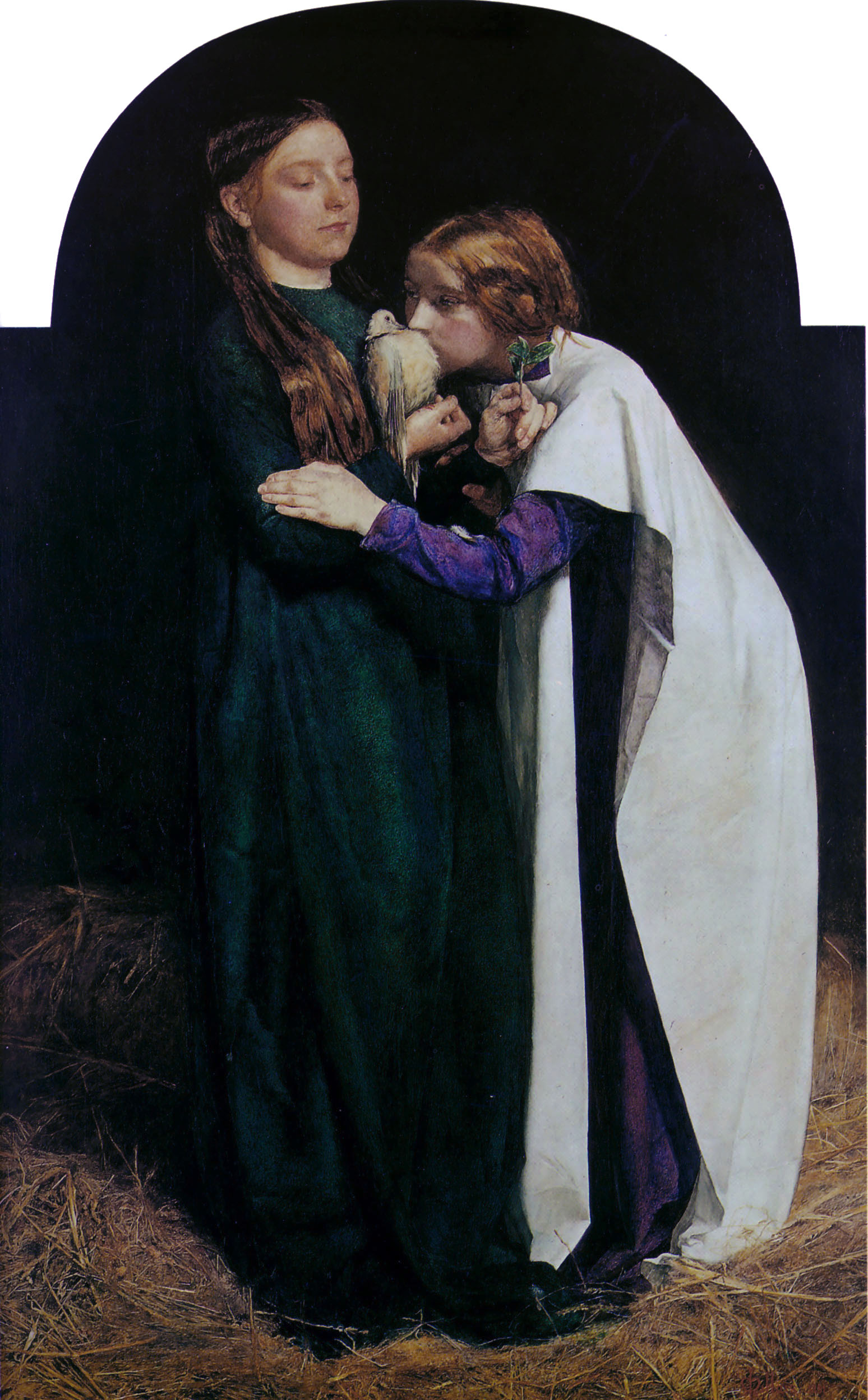
De terugkeer van de duif naar de ark
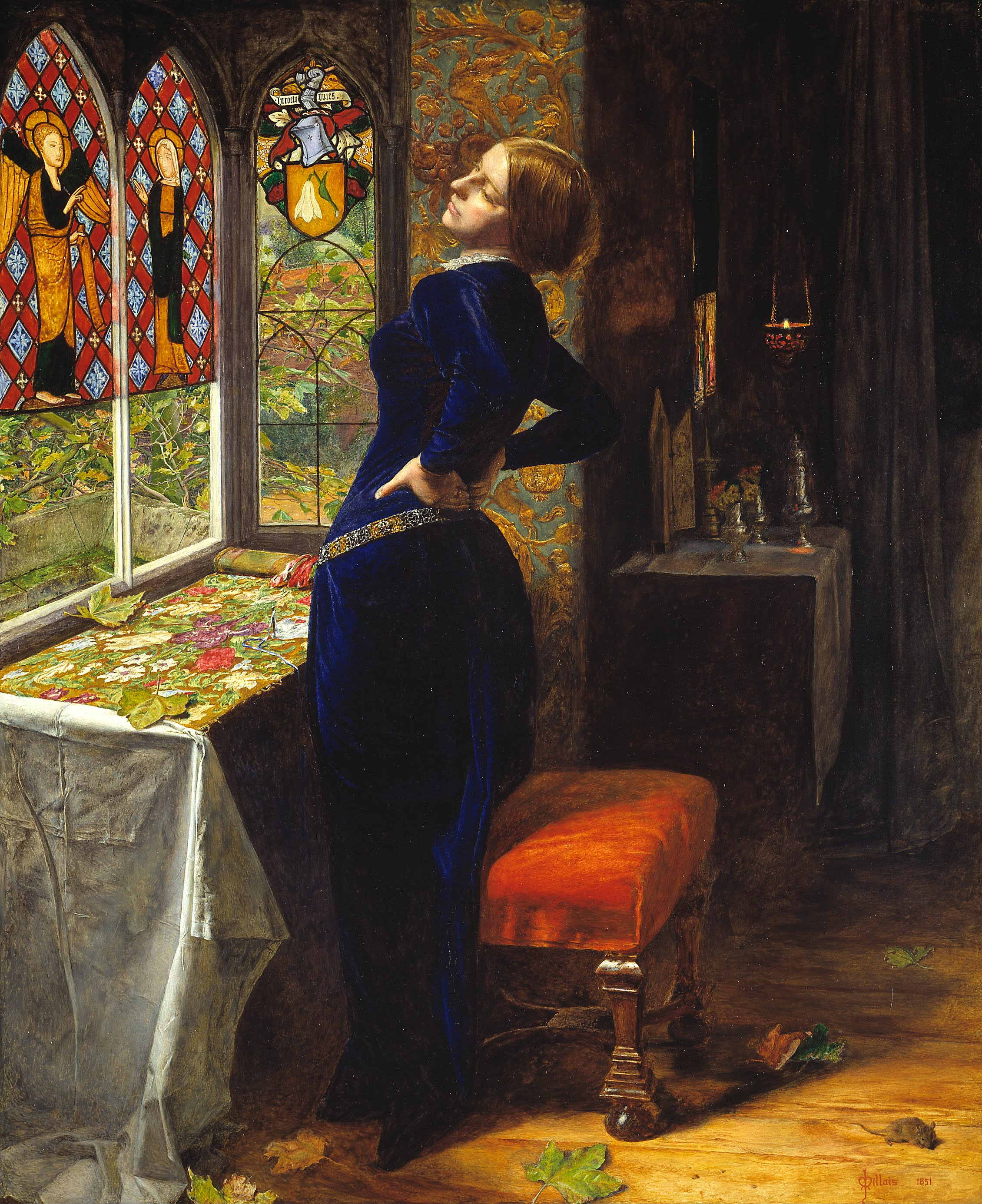
Mariana